# Grand Prix Szwecji 1976
Grand Prix Szwecji 1976 (oryg. Gislaved Sveriges Grand Prix) – siódma runda Mistrzostw Świata Formuły 1 w sezonie 1976, która odbyła się 13 czerwca 1976, po raz czwarty na torze Scandinavian Raceway.
7. Grand Prix Szwecji, czwarte zaliczane do Mistrzostw Świata Formuły 1.
Wyścig zakończył się jedynym zwycięstwem pierwszego i jedynego bolidu sześciokołowego ścigającego się w Formule 1 – Tyrrella P34. Oba modele dotarły do mety na dwóch pierwszych miejscach, ponieważ wygrał Jody Scheckter (który zdobył również pole position), a drugie miejsce zajął Patrick Depailler.

## Lista startowa
| Nr | Kierowca           | Zespół                    | Samochód        | Silnik              | Opony |
| -- | ------------------ | ------------------------- | --------------- | ------------------- | ----- |
| 1  | Niki Lauda         | Scuderia Ferrari          | Ferrari 312T2   | Ferrari DFV 3.0 B12 | G     |
| 2  | Clay Regazzoni     | Scuderia Ferrari          | Ferrari 312T2   | Ferrari DFV 3.0 B12 | G     |
| 3  | Jody Scheckter     | Elf Team Tyrrell          | Tyrrell P34     | Ford DFV 3.0 V8     | G     |
| 4  | Patrick Depailler  | Elf Team Tyrrell          | Tyrrell P34     | Ford DFV 3.0 V8     | G     |
| 5  | Mario Andretti     | John Player Team Lotus    | Lotus 77        | Ford DFV 3.0 V8     | G     |
| 6  | Gunnar Nilsson     | John Player Team Lotus    | Lotus 77        | Ford DFV 3.0 V8     | G     |
| 7  | Carlos Reutemann   | Martini Racing            | Brabham BT45    | Alfa Romeo 3.0 B12  | G     |
| 8  | Carlos Pace        | Martini Racing            | Brabham BT45    | Alfa Romeo 3.0 B12  | G     |
| 9  | Vittorio Brambilla | Beta Team March           | March 761       | Ford DFV 3.0 V8     | G     |
| 10 | Ronnie Peterson    | Beta Team March           | March 761       | Ford DFV 3.0 V8     | G     |
| 11 | James Hunt         | Marlboro Team McLaren     | McLaren M23     | Ford DFV 3.0 V8     | G     |
| 12 | Jochen Mass        | Marlboro Team McLaren     | McLaren M23     | Ford DFV 3.0 V8     | G     |
| 16 | Tom Pryce          | Shadow Racing             | Shadow DN5B     | Ford DFV 3.0 V8     | G     |
| 17 | Jean-Pierre Jarier | Shadow Racing             | Shadow DN5B     | Ford DFV 3.0 V8     | G     |
| 18 | Brett Lunger       | Durex Team Surtees        | Surtees TS19    | Ford DFV 3.0 V8     | G     |
| 19 | Alan Jones         | Durex Team Surtees        | Surtees TS19    | Ford DFV 3.0 V8     | G     |
| 21 | Michel Leclère     | Walter Wolf Racing        | Williams FW05   | Ford DFV 3.0 V8     | G     |
| 22 | Chris Amon         | Team Ensign               | Ensign N176     | Ford DFV 3.0 V8     | G     |
| 24 | Harald Ertl        | Penthouse Rizla Racing    | Hesketh 308D    | Ford DFV 3.0 V8     | G     |
| 26 | Jacques Laffite    | Ligier Gitanes            | Ligier JS5      | Matra 3.0 V12       | G     |
| 28 | John Watson        | Citibank Team Penske      | Penske PC4      | Ford DFV 3.0 V8     | G     |
| 30 | Emerson Fittipaldi | Copersucar-Fittipaldi     | Fittipaldi FD04 | Ford DFV 3.0 V8     | G     |
| 32 | Loris Kessel       | RAM Racing                | Brabham BT44B   | Ford DFV 3.0 V8     | G     |
| 33 | Jac Nelleman       | RAM Racing                | Brabham BT42    | Ford DFV 3.0 V8     | G     |
| 34 | Hans-Joachim Stuck | March Racing              | March 761       | Ford DFV 3.0 V8     | G     |
| 35 | Arturo Merzario    | Ovoro March               | March 761       | Ford DFV 3.0 V8     | G     |
| 37 | Larry Perkins      | HB Bewaking Alarm Systems | Boro N175       | Ford DFV 3.0 V8     | G     |
| Nr | Kierowca           | Zespół                    | Samochód        | Silnik              | Opony |

## Wyniki

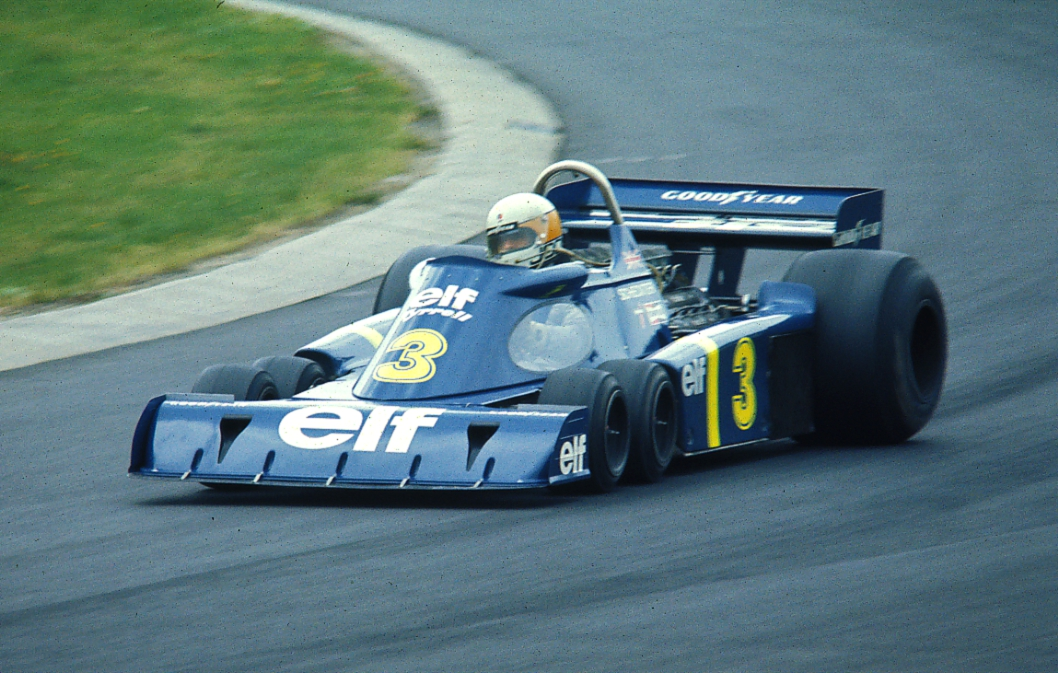
Tyrrell P34, dla którego Grand Prix Szwecji 1976 było jedynym zwycięstwem.

### Kwalifikacje
| P                       | Nr | Kierowca           | Konstruktor(-silnik) | Opony | Czas     | Odstęp   | Strata   |
| ----------------------- | -- | ------------------ | -------------------- | ----- | -------- | -------- | -------- |
| 1                       | 3  | Jody Scheckter     | Tyrrell-Ford         | G     | 1:25,659 | -        | -        |
| 2                       | 5  | Mario Andretti     | Lotus-Ford           | G     | 1:26,008 | 0:00,349 | 0:00,349 |
| 3                       | 22 | Chris Amon         | Ensign-Ford          | G     | 1:26,163 | 0:00,155 | 0:00,504 |
| 4                       | 4  | Patrick Depailler  | Tyrrell-Ford         | G     | 1:26,362 | 0:00,199 | 0:00,703 |
| 5                       | 1  | Niki Lauda         | Ferrari              | G     | 1:26,441 | 0:00,079 | 0:00,782 |
| 6                       | 6  | Gunnar Nilsson     | Lotus-Ford           | G     | 1:26,570 | 0:00,129 | 0:00,911 |
| 7                       | 26 | Jacques Laffite    | Ligier-Matra         | G     | 1:26,773 | 0:00,203 | 0:01,114 |
| 8                       | 11 | James Hunt         | McLaren-Ford         | G     | 1:26,958 | 0:00,185 | 0:01,299 |
| 9                       | 10 | Ronnie Peterson    | March-Ford           | G     | 1:27,040 | 0:00,082 | 0:01,381 |
| 10                      | 8  | Carlos Pace        | Brabham-Alfa Romeo   | G     | 1:27,133 | 0:00,093 | 0:01,474 |
| 11                      | 2  | Clay Regazzoni     | Ferrari              | G     | 1:27,157 | 0:00,024 | 0:01,498 |
| 12                      | 16 | Tom Pryce          | Shadow-Ford          | G     | 1:27,527 | 0:00,370 | 0:01,868 |
| 13                      | 12 | Jochen Mass        | McLaren-Ford         | G     | 1:27,568 | 0:00,041 | 0:01,909 |
| 14                      | 17 | Jean-Pierre Jarier | Shadow-Ford          | G     | 1:27,618 | 0:00,050 | 0:01,959 |
| 15                      | 9  | Vittorio Brambilla | March-Ford           | G     | 1:27,640 | 0:00,022 | 0:01,981 |
| 16                      | 7  | Carlos Reutemann   | Brabham-Alfa Romeo   | G     | 1:27,762 | 0:00,122 | 0:02,103 |
| 17                      | 28 | John Watson        | Penske-Ford          | G     | 1:28,065 | 0:00,303 | 0:02,406 |
| 18                      | 19 | Alan Jones         | Surtees-Ford         | G     | 1:28,207 | 0:00,142 | 0:02,548 |
| 19                      | 35 | Arturo Merzario    | March-Ford           | G     | 1:28,221 | 0:00,014 | 0:02,562 |
| 20                      | 34 | Hans-Joachim Stuck | March-Ford           | G     | 1:28,230 | 0:00,009 | 0:02,571 |
| 21                      | 30 | Emerson Fittipaldi | Fittipaldi-Ford      | G     | 1:28,670 | 0:00,440 | 0:03,011 |
| 22                      | 37 | Larry Perkins      | Boro-Ford            | G     | 1:28,815 | 0:00,145 | 0:03,156 |
| 23                      | 24 | Harald Ertl        | Hesketh-Ford         | G     | 1:28,885 | 0:00,070 | 0:03,226 |
| 24                      | 18 | Brett Lunger       | Surtees-Ford         | G     | 1:29,343 | 0:00,458 | 0:03,684 |
| 25                      | 21 | Michel Leclère     | Williams-Ford        | G     | 1:29,597 | 0:00,254 | 0:03,938 |
| 26                      | 32 | Loris Kessel       | Brabham-Ford         | G     | 1:30,020 | 0:00,423 | 0:04,361 |
| Nie zakwalifikowali się |    |                    |                      |       |          |          |          |
| 27                      | 33 | Jac Nelleman       | Brabham-Ford         | G     | 1:30,259 | 0:00,239 | 0:04,600 |
| P                       | Nr | Kierowca           | Konstruktor(-silnik) | Opony | Czas     | Odstęp   | Strata   |

### Wyścig
| P                 | Nr | Kierowca | Konstruktor        | Opony              | Okr. | Czas / Strata | Komentarz               |              |
| ----------------- | -- | -------- | ------------------ | ------------------ | ---- | ------------- | ----------------------- | ------------ |
| 1                 |    | 3        | Jody Scheckter     | Tyrrell-Ford       | G    | 72            | 1h46m53s729             |              |
| 2                 |    | 4        | Patrick Depailler  | Tyrrell-Ford       | G    | 72            | 1h47m13s495 (+0:19,766) |              |
| 3                 |    | 1        | Niki Lauda         | Ferrari            | G    | 72            | 1h47m27s595 (+0:33,866) |              |
| 4                 |    | 26       | Jacques Laffite    | Ligier-Matra       | G    | 72            | 1h47m49s548 (+0:55,819) |              |
| 5                 |    | 11       | James Hunt         | McLaren-Ford       | G    | 72            | 1h47m53s212 (+0:59,483) |              |
| 6                 |    | 2        | Clay Regazzoni     | Ferrari            | G    | 72            | 1h47m54s095 (+1:00,366) |              |
| 7                 |    | 10       | Ronnie Peterson    | March-Ford         | G    | 72            | 1h47m57s222 (+1:03,493) |              |
| 8                 |    | 8        | Carlos Pace        | Brabham-Alfa Romeo | G    | 72            | 1h48m05s342 (+1:11,613) |              |
| 9                 |    | 16       | Tom Pryce          | Shadow-Ford        | G    | 71            | - 1 okr.                |              |
| 10                |    | 9        | Vittorio Brambilla | March-Ford         | G    | 71            | - 1 okr.                |              |
| 11                |    | 12       | Jochen Mass        | McLaren-Ford       | G    | 71            | - 1 okr.                |              |
| 12                |    | 17       | Jean-Pierre Jarier | Shadow-Ford        | G    | 71            | - 1 okr.                |              |
| 13                |    | 19       | Alan Jones         | Surtees-Ford       | G    | 71            | - 1 okr.                |              |
| 14                |    | 35       | Arturo Merzario    | March-Ford         | G    | 70            | - 2 okr.                | silnik       |
| 15                |    | 18       | Brett Lunger       | Surtees-Ford       | G    | 70            | - 2 okr.                |              |
| Niesklasyfikowani |    |          |                    |                    |      |               |                         |              |
|                   |    | 24       | Harald Ertl        | Hesketh-Ford       | G    | 54            | - 18 okr.               | poślizg      |
|                   |    | 34       | Hans-Joachim Stuck | March-Ford         | G    | 52            | - 20 okr.               | silnik       |
|                   |    | 5        | Mario Andretti     | Lotus-Ford         | G    | 45            | - 27 okr.               | silnik       |
|                   |    | 22       | Chris Amon         | Ensign-Ford        | G    | 38            | - 34 okr.               | wypadek      |
|                   |    | 21       | Michel Leclère     | Williams-Ford      | G    | 20            | - 52 okr.               | silnik       |
|                   |    | 37       | Larry Perkins      | Boro-Ford          | G    | 18            | - 54 okr.               | silnik       |
|                   |    | 30       | Emerson Fittipaldi | Fittipaldi-Ford    | G    | 10            | - 62 okr.               | układ jezdny |
|                   |    | 32       | Loris Kessel       | Brabham-Ford       | G    | 5             | - 67 okr.               | wypadek      |
|                   |    | 6        | Gunnar Nilsson     | Lotus-Ford         | G    | 2             | - 70 okr.               | wypadek      |
|                   |    | 7        | Carlos Reutemann   | Brabham-Alfa Romeo | G    | 2             | - 70 okr.               | silnik       |
|                   |    | 28       | John Watson        | Penske-Ford        | G    | 0             | - 72 okr.               | wypadek      |
| P                 | Nr | Kierowca | Konstruktor        | Opony              | Okr. | Czas / Strata | Komentarz               |              |

### Najszybsze okrążenie
| Nr | Kierowca       | Konstruktor | Opony | Czas     | Okr. |
| -- | -------------- | ----------- | ----- | -------- | ---- |
| 5  | Mario Andretti | Lotus-Ford  | G     | 1:28,002 | 11   |